# Alta
Gmina Alta (norw. Alta kommune) – jedna z 433 norweskich gmin; znajduje się w okręgu Finnmark. Siedzibą gminy jest miasto Alta.

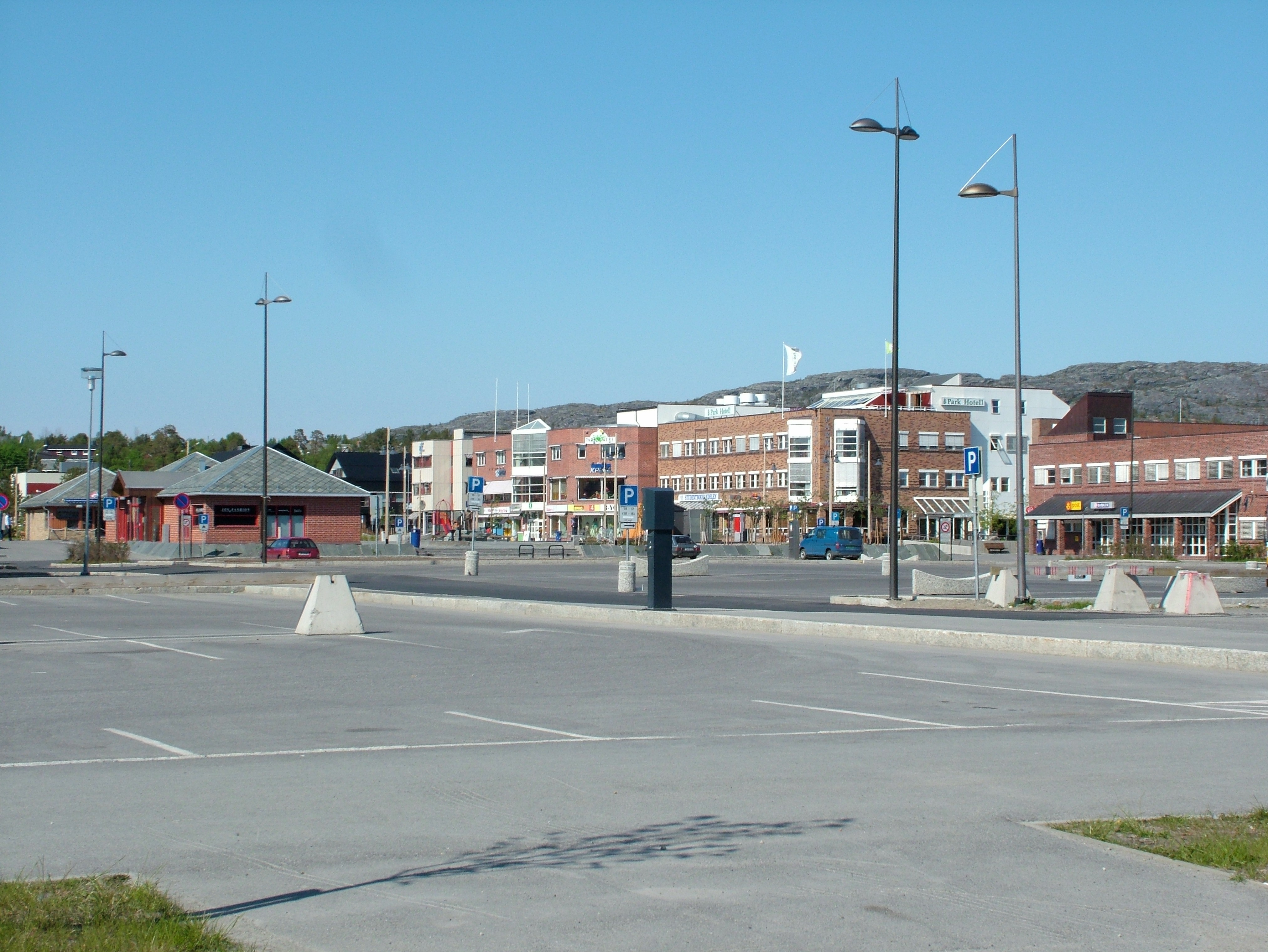
Alta – centrum miasta

## Informacje ogólne
Gmina zamieszkana jest przez około 17 tysięcy osób. Przebiega przez nią międzynarodowa droga E 6, łącząca miasto Trelleborg na południowym krańcu Skandynawii, w południowej Szwecji z norweskim miastem Kirkenes w prowincji Finnmark, tuż przy granicy rosyjskiej. Alta ma współrzędne geograficzne 69°58′N 23°18′E, leży więc powyżej koła podbiegunowego północnego. Słońce nie zachodzi tu między 16 maja a 26 lipca oraz nie wschodzi między 24 listopada a 18 stycznia. Mimo tak polarnego położenia, dzięki Golfsztromowi zasilającemu wody Morza Norweskiego ciepłymi wodami z Zatoki Meksykańskiej klimat tu panujący jest dość łagodny.

## Historia, kultura

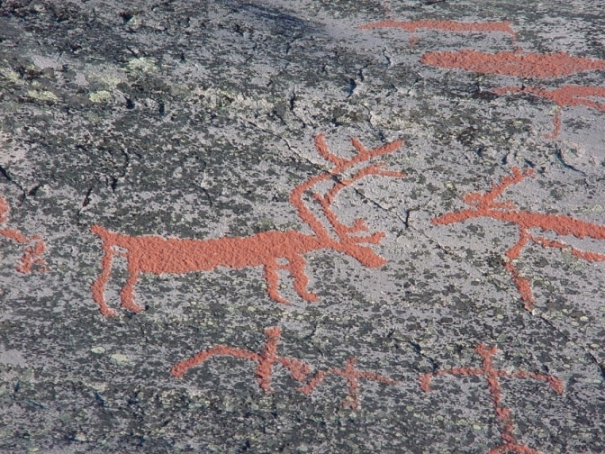
Rysunki naskalne z Alty

W okolicach Alty odnaleziono rysunki naskalne pochodzące sprzed ok. 6,2 tysiąca lat; znalezisko to wpisane zostało w 1985 na listę światowego dziedzictwa ludzkości UNESCO (zob. sztuka arktyczna). Alta jest ośrodkiem handlowym, komunikacyjnym i przemysłowym prowincji; mieści się tu lotnisko, port rybacki i towarowy, a także Høgskolen i Finnmark (Wyższa Szkoła Finnmarku), kino, muzeum i biblioteka. Znajduje się tu także najbardziej na północ w Skandynawii wysunięty lodowy hotel uruchomiony w 1998.
3 czerwca 2020 r. około godz. 15 w nadbrzeżnej części miasta Alta nastąpiło potężne osunięcie ziemi, które spowodowało zatopienie w wodach fiordu 8 domów i przyczepy kempingowej. Osuwisko miało długość ok. 650 m i głębokość 150 m. Nikt nie zginął, ewakuowano jedną osobę.
W latach 2020–2023 gmina należała do okręgu Troms og Finnmark.

## Przemysł
Łupek wydobywany w okolicach Alty należy do najwyżej cenionych odmian tego surowca, ponieważ pochodzi sprzed ok. 600 mln lat i dzięki temu wolny jest od osłabiających jego spoistość skamielin, które mogą pojawiać się w łupkach młodszych, niż 350 mln lat, spotykanych znacznie częściej w innych rejonach świata. Łupek z Alty eksportowano m.in. na budowę lotniska w Tokio, a także do zabudowań na granicy Singapuru i Malezji. Znajduje się tu także kopalnia rud miedzi.

## Demografia
Alta jest 7. pod względem powierzchni norweską gminą. Według danych z roku 2005 zamieszkuje ją 17 628 osób. Gęstość zaludnienia wynosi 4,58 os./km². Pod względem zaludnienia Alta zajmuje 56. miejsce wśród norweskich gmin.

## Edukacja
Według danych z 1 października 2004:
- liczba szkół podstawowych (norw. grunnskolar): 20
- liczba uczniów szkół podst.: 2867

## Władze gminy
Według danych na rok 2011 administratorem gminy (norw. rådmann) jest Bjørn-Atle Hansen, natomiast burmistrzem (norw. ordfører, d. borgermester) jest Geir Ove Bakken.